# UCI ProTour

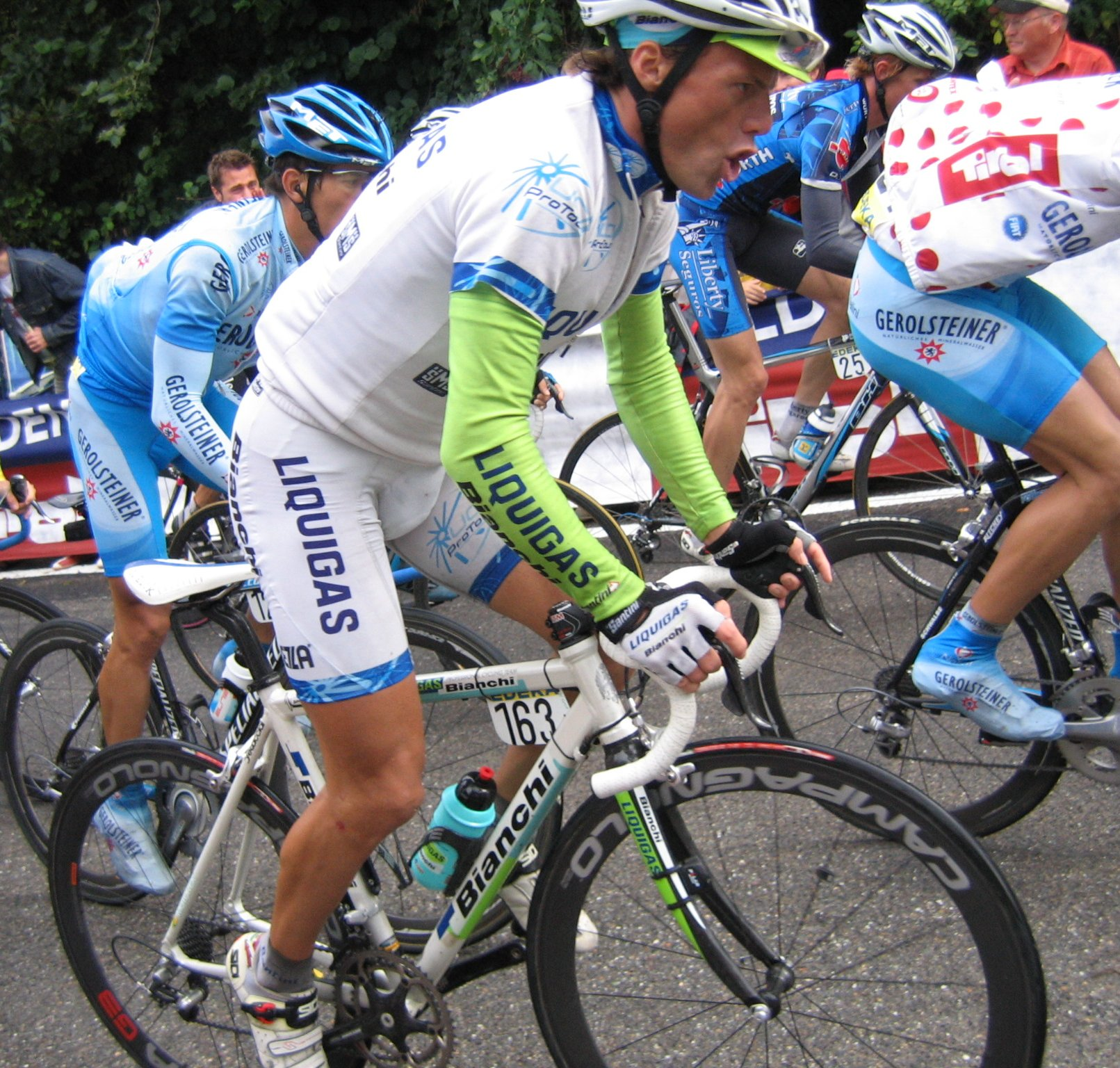
Danilo di Luca com o maillot de líder do UCI ProTour.

O UCI ProTour (com frequência simplesmente chamado ProTour) era uma competição ciclista impulsionada pela União Ciclista Internacional, em alguns aspectos sustitutiva das antigas Copa do Mundo de ciclismo e do Ranking UCI. Foi criada em 2005 por Hein Verbruggen, antigo presidente da UCI e aprovada em Lieja a 22 de abril de 2004 pelo Conselho de Ciclismo Profissional e tinha como objetivo hierarquizar as equipas de ciclismo e obrigar as melhores equipas a participarem na provas denominadas ProTour.
Em 2011 fundiu-se com o UCI World Ranking surgindo o UCI World Tour.

## História
No final de 2005, um novo conflito opôs a UCI e os organizadores dos grandes circuitos: Amaury Sport Organization (ASO) para o Tour de France, RCS para o Giro d'Italia e Unipublic para a Vuelta a Espanha. Os organizadores queriam poder decidir sobre a atribuição de wild cards (convites a equipas que não estivessem entre as vinte do ProTour). Eles então decidem deixar o ProTour. Além dos três Grand Tours, também outras corridas de prestígio deixaram o ProTour: Paris-Nice, Tirreno-Adriatico, Milan-San Remo, Paris-Roubaix, Flèche Wallonne, Liège-Bastogne-Liège, Paris-Tours, Giro da Lombardia.
Em fevereiro de 2006, no entanto, a UCI publicou um comunicado de imprensa anunciando que esses eventos foram realmente incluídos no programa ProTour de 2006.
As corridas históricas mencionadas acima desaparecem do Pro Tour durante a temporada de 2008.
Em 15 de julho de 2008, durante o primeiro dia de descanso do Tour de France, as dezessete equipas ProTour presentes (a equipa Astana estava ausente) anunciaram sua renúncia à licença ProTour para 2009 e a assinatura de um acordo com os organizadores do três Grandes Voltas.
Em 2009 UCI e os organizadores chegam finalmente a acordo, e as Grandes Voltas e principais corridas realizadas por estes organizadores passam a estar incluídas numa nova competição designada de UCI World Ranking, que também incluiu, em suas duas primeiras temporadas (2009 e 2010), equipas continentais profissionais. Os organizadores do Grand Tour mantiveram o direito de escolher as equipas para as corridas, e também algumas das equipas optaram por não participar de certas corridas. A etiqueta ProTour permaneceu relevante para certas corridas e equipas, que poderiam obter esta licença. As corridas do “Calendário Histórico” complementam as corridas ProTour dentro do Calendário Mundial.
Em 2011, o UCI ProTour e o UCI World Ranking fundiram-se numa única competição denominada UCI World Tour que incorporou as corridas do ProTour e do calendário histórico de 2009 e 2010.

## Regulamento
A competição consistia num 'circuito' fechado das melhores 18-20 equipas do mundo (dentre 23 e 30 ciclistas a cada um, podendo aumentar em 3 corredores mais "a prova" no final de temporada). Esta nova primeira categoria chamar-se-ia UCI ProTeam e estes deviam correr todas e a cada uma das provas de maior prestígio, ainda que depois dos passar dos anos e as discrepâncias criadas pelos organizadores durante alguns anos se eliminou a obrigatoriedade de correr em algumas corrida organizadas pelos organziadores das Grandes Voltas.
O projeto foi muito criticado, inclusive desde antes do seu arranque, já que foi considerada por muitos como precipitada.
As licenças iniciais outorgaram-se a cada equipa por um prazo de quatro anos, com a excepção da equipa Phonak Hearing Systems, cuja licença teve uma duração inicial de dois anos devido a casos de doping vinculados à equipa; para a adjudicação dessas licenças as equipas devem cumprir uns reestritos requisitos económicos e antidoping para posteriormente a UCI eleger entre eles aos 18-20 que considerem tenham maior nível desportivo. Em caso que uma equipa desapareça antes de cumprir nos anos da sua licença outra equipa a possa "herdar" como Team Milram que apanhou a do Domina Vacanze, o Astana que apanhou a do Liberty Seguros e o High Road que apanhou a do T-Mobile Team. As renovações destas licenças são dentre 1 e 4 anos.
As corridas também deviam cumprir uns requisitos similares às equipas ainda que algumas não deixaram ser controladas directamente pela UCI pelo que aí começaram os primeiros conflitos entre as corridas organizadas pelos organizadores das Grandes Voltas e a UCI (ver Disputa entre a UCI e os organizadores das Grandes Voltas). As corridas incluídas na primeira edição do 2005 foram: as três Grandes Voltas, as cinco clássicas denominadas "monumentos", outras oito clássicas, dez voltas por etapas e uma contrarrelógio por equipas. Conquanto por causa do desaparecimento de algumas corridas e o desacordo entre a UCI e os organizadores das Grandes Voltas o número de corridas tem ido variando, também o Campeonato Mundial de Ciclismo em Estrada só se incluiu nessa primeira edição.
As equipas Profissionais Continentais (de segunda categoria) podiam disputar estas corridas mas sem optar a pontuação; e partir do 2008 só os Profissionais Continentais com uma permissão especial chamada "Wild Card".
Elaboravam-se rankings por pontos para corredores, equipas e países; tendo a classificação por países repercussão à hora dos corredores que se possam seleccionar no Mundial de Ciclismo já que os 10 primeiros países têm direito a 9 corredores.

## Edições
- Para as edições do UCI WorldTour (a partir do ano de 2011), ver Edições do UCI WorldTour

| Ano  | Equipas | Corridas | Ver também                |
| ---- | ------- | -------- | ------------------------- |
| 2005 | 20      | 28       |                           |
| 2006 | 20      | 27       |                           |
| 2007 | 20      | 27 (26)  |                           |
| 2008 | 18      | 17 (16)  |                           |
| 2009 | 18      | 14       | UCI World Ranking de 2009 |
| 2010 | 18      | 16       | UCI World Ranking de 2010 |

- Entre parêntese as corridas finalmente disputadas pela anulação de corridas que no calendário inicial se estavam no ProTour.

## Histórico de corridas
| Nome                         | País          | Anos ProTour |
| ---------------------------- | ------------- | ------------ |
| Tour Down Under              | Austrália     | 2008-2010    |
| Paris-Nice                   | França        | 2005-2007    |
| Tirreno-Adriático            | Itália        | 2005-2007    |
| Milão-Sanremo                | Itália        | 2005-2007    |
| Tour de Flandres             | Bélgica       | 2005-2010    |
| Volta ao País Basco          | Espanha       | 2005-2010    |
| Gante-Wevelgem               | Bélgica       | 2005-2010    |
| Paris-Roubaix                | França        | 2005-2007    |
| Amstel Gold Race             | Países Baixos | 2005-2010    |
| Seta Valona                  | Bélgica       | 2005-2007    |
| Lièje-Bastogne-Lièje         | Bélgica       | 2005-2007    |
| Tour de Romandía             | Suíça         | 2005-2010    |
| Volta a Catalunha            | Espanha       | 2005-2010    |
| Giro d'Italia                | Itália        | 2005-2007    |
| Critérium du Dauphiné Libéré | França        | 2005-2010    |
| Volta a Suíça                | Suíça         | 2005-2010    |

| Nome                                      | País          | Anos ProTour |
| ----------------------------------------- | ------------- | ------------ |
| Contrarrelógio por Equipas ProTeam        | Países Baixos | 2005-2007    |
| Tour de France                            | França        | 2005-2007    |
| HEW Cyclassics/Vattenfall Cyclassics      | Alemanha      | 2005-2010    |
| Tour do Benelux                           | Benelux       | 2005-2010    |
| Clássica de San Sebastián                 | Espanha       | 2005-2010    |
| G. P. Quebec                              | Canadá        | 2010         |
| G. P. Montreal                            | Canadá        | 2010         |
| Volta a Alemanha                          | Alemanha      | 2005-2008    |
| Volta a Espanha                           | Espanha       | 2005-2007    |
| G. P. de Plouay                           | França        | 2005-2010    |
| Volta a Polónia                           | Polónia       | 2005-2010    |
| Campeonato Mundial de Ciclismo em Estrada | Vários        | 2005         |
| Campeonato de Zurique                     | Suíça         | 2005-2006    |
| Paris-Tours                               | França        | 2005-2007    |
| Giro de Lombardia                         | Itália        | 2005-2007    |

- Em rosa corridas desaparecidas e em amarelo corridas existentes mas que deixaram de estar aderidas ao UCI ProTour antes da sua última edição.

Para as corridas do UCI WorldTour (a partir do ano de 2011), ver Histórico de corridas do UCI WorldTour

## Palmarés
Danilo Di Luca, da equipa Liquigas-Bianchi, foi o primeiro ganhador do Circuito UCI ProTour e Alejandro Valverde o que mais vitórias obteve com duas. As outras classificações dominaram-nas a equipa Team CSC e o país de Espanha (classificação por países) com três vitórias. Das duas vitórias de Alejandro Valverde que datam dos anos 2006 e 2008 como se pode comprovar a seguir, lume especialmente a atenção ao primeiro e segundo posto do ano 2006 de corredores de nacionalidade espanhola, já que Samuel Sánchez, o corredor asturiano pertencente à equipa Euskaltel se classificou em segunda posição por adiante do luxemburguês Frank Schleck.
| Ano  | Classificação individual | Classificação por equipas | Classificação por países |
| ---- | ------------------------ | ------------------------- | ------------------------ |
| 2005 | Danilo Di Luca           | CSC                       | Itália                   |
| 2006 | Alejandro Valverde       | CSC                       | Espanha                  |
| 2007 | Cadel Evans              | CSC                       | Espanha                  |
| 2008 | Alejandro Valverde       | Caisse d'Epargne          | Espanha                  |

## Histórico das equipas participantes
A cinzento escuro encontram-se assinaladas as equipas que actualmente não se encontram activas. A cinzento claro encontram-se assinaladas as equipas que naquele ano competiram em escalões inferiores (Continental Profissional ou Continental)
| 2005                  | 2006                           | 2007                  | 2008                 | 2009                       | 2010                  |  |
| --------------------- | ------------------------------ | --------------------- | -------------------- | -------------------------- | --------------------- |  |
| Bouygues Télécom      | Bouygues Télécom               | Bouygues Télécom      | Bouygues Télécom     | Bbox Bouygues Telecom      | Bbox Bouygues Telecom |  |
| Cofidis               | Cofidis                        | Cofidis               | Cofidis              | Cofidis                    | Cofidis               |  |
| Crédit Agricole       | Crédit Agricole                | Crédit Agricole       | Crédit Agricole      |                            |                       |  |
| Davitamon-Lotto       | Davitamon-Lotto                | Predictor-Lotto       | Silence-Lotto        | Silence-Lotto              | Omega Pharma-Lotto    |  |
| Discovery Channel     | Discovery Channel              | Discovery Channel     |                      |                            |                       |  |
| Domina Vacanze        |                                |                       |                      |                            |                       |  |
| Euskaltel-Euskadi     | Euskaltel-Euskadi              | Euskaltel-Euskadi     | Euskaltel-Euskadi    | Euskaltel-Euskadi          | Euskaltel-Euskadi     |  |
| Fassa Bortolo         |                                |                       |                      |                            |                       |  |
| Française des Jeux    | Française des Jeux             | Française des Jeux    | Française des Jeux   | Française des Jeux         | Française des Jeux    |  |
| Gerolsteiner          | Gerolsteiner                   | Gerolsteiner          | Gerolsteiner         |                            |                       |  |
| Illes Balears-Banesto | Caisse d'Epargne-Illes Balears | Caisse d'Epargne      | Caisse d'Epargne     | Caisse d'Epargne           | Caisse d'Epargne      |  |
| Lampre-Caffita        | Lampre-Fondital                | Lampre-Fondital       | Lampre               | Lampre-NGC                 | Lampre-Farnese Vini   |  |
| Liberty Seguros–Würth | Liberty Seguros–Würth          |                       |                      |                            |                       |  |
| Liquigas-Bianchi      | Liquigas                       | Liquigas              | Liquigas             | Liquigas                   | Liquigas-Doimo        |  |
| Phonak                | Phonak                         |                       |                      |                            |                       |  |
| Quick Step-Innergetic | Quick Step-Innergetic          | Quick Step-Innergetic | Quick Step           | Quick Step                 | Quick Step            |  |
| Rabobank              | Rabobank                       | Rabobank              | Rabobank             | Rabobank                   | Rabobank              |  |
| Saunier Duval–Prodir  | Saunier Duval–Prodir           | Saunier Duval–Prodir  | Saunier Duval–Prodir | Fuji–Servetto              | Footon–Servetto–Fuji  |  |
| T-Mobile Team         | T-Mobile Team                  | T-Mobile Team         | Team High Road       | Team Columbia–High Road[13 | Team HTC–Columbia     |  |
| Team CSC              | Team CSC                       | Team CSC              | Team CSC             | Team Saxo Bank             | Team Saxo Bank        |  |
| AG2R Prévoyance       | AG2R Prévoyance                | AG2R Prévoyance       | Ag2r-La Mondiale     | Ag2r-La Mondiale           | Ag2r-La Mondiale      |  |
|                       | Team Milram                    | Team Milram           | Team Milram          | Team Milram                | Team Milram           |  |
|                       |                                | Astana                | Astana               | Astana                     | Astana                |  |
|                       | Unibet.com                     | Unibet.com            | Cycle Collstrop      |                            |                       |  |
|                       |                                | Slipstream-Chipotle   | Slipstream-Chipotle  | Garmin-Slipstream          | Garmin-Transitions    |  |
|                       |                                |                       |                      | Team Katusha               | Team Katusha          |  |
|                       |                                |                       |                      |                            | Team RadioShack       |  |
|                       |                                |                       |                      |                            | Team Sky              |  |
|                       |                                | BMC Racing Team       | BMC Racing Team      | BMC Racing Team            | BMC Racing Team       |  |
|                       |                                |                       |                      | Vacansoleil                | Vacansoleil           |  |
| Shimano–Memory Corp   | Skil-Shimano                   | Skil-Shimano          | Skil-Shimano         | Skil-Shimano               | Skil-Shimano          |  |

## Palmarés por países
| País      | Vitórias |
| --------- | -------- |
| Espanha   | 2        |
| Itália    | 1        |
| Austrália | 1        |

## Barómetro de pontuação
O barómetro de pontuação que se mostra a seguir é o que tem perdurado mais no tempo: as temporadas 2006, 2007 e 2008 (esta última sem contar as Grandes Voltas e corridas organizadas pelos organizadores destas). Cabe destacar que no 2005 só puntuavam os ganhadores de etapa com três pontos nas Grandes Voltas e um ponto nas outras voltas bem como os 2º e 3º nas Grandes Voltas com duas e um ponto respectivamente, nessa primeira temporada também puntuou o Campeonato Mundial de Ciclismo em Estrada puntuando só os três primeiros com 50, 40 e 35 pontos respectivamente.
Na temporada 2009 as Grandes Voltas e as corridas organizadas por estas, com a denominação de corridas Históricas, se voltaram a unir ao calendário internacional da UCI numa nova estrutura denominada UCI World Ranking formando assim um calendário de corridas chamado UCI World Calendar, como consequência também se variou completamente o sistema de pontuação individual e por equipas do extinto Ranking ProTour (ver Barómetro de pontuação do UCI World Ranking).
Entre as normas específicas destacava que os ciclistas envolvidos em casos de doping eram retirados da classificação avançando um posto aos que estivessem por trás desse corredor na classificação, ainda que com respeito aos pontos obtidos para a sua equipa e país o "Comité da UCI" decidia que decisão tomar: se esses pontos não iam a ninguém se mantinham (caso de Danilo Di Luca em UCI ProTour 2007) e se iam a outros corredores se tiravam se reestruturando assim todas as classificações (caso de Alessandro Petacchi também no UCI ProTour de 2007); e que em caso de empate a pontos o que mais 1º ou 2º ou 3º... postos tenha será o que esteja por diante. Os pontos repartiam-se da seguinte maneira:

### Classificação Individual
- Categoria 1: Tour de France
- Categoria 2: Giro d'Italia - Volta a Espanha
- Categoria 3: Monumentos do ciclismo - Voltas menores
- Categoria 4: Clássicas menores

| Classificação | Cat. 1 | Cat. 2 | Cat. 3 | Cat. 4 |
| ------------- | ------ | ------ | ------ | ------ |
| 1º            | 100    | 85     | 50     | 40     |
| 2º            | 75     | 65     | 40     | 30     |
| 3º            | 60     | 50     | 35     | 25     |
| 4º            | 55     | 45     | 30     | 20     |
| 5º            | 50     | 40     | 25     | 15     |
| 6º            | 45     | 35     | 20     | 11     |
| 7º            | 40     | 30     | 15     | 7      |
| 8º            | 35     | 26     | 10     | 5      |
| 9º            | 30     | 22     | 5      | 3      |
| 10º           | 25     | 19     | 1      | 1      |
| 11º           | 20     | 16     |        |        |
| 12º           | 15     | 13     |        |        |
| 13º           | 12     | 11     |        |        |
| 14º           | 9      | 9      |        |        |
| 15º           | 7      | 7      |        |        |
| 16º           | 5      | 5      |        |        |
| 17º           | 4      | 4      |        |        |
| 18º           | 3      | 3      |        |        |
| 19º           | 2      | 2      |        |        |
| 20º           | 1      | 1      |        |        |

Nas voltas por etapas, os pontos para os primeiros postos da cada etapa, repartiam-se do seguinte modo:
| Classificação | Cat. 1 | Cat. 2 | Cat. 3 |
| ------------- | ------ | ------ | ------ |
| 1º            | 10     | 8      | 3      |
| 2º            | 5      | 4      | 2      |
| 3º            | 3      | 2      | 1      |

Os pontos ganhados nas etapas eram somados no último dia da cada prova do UCI ProTour, quando se actualizam os pontos de toda a corrida e as etapas contrarrelógio por equipas não davam pontos (só a prova do Contrarrelógio por Equipas ProTeam dava pontos mas unicamente para a equipa).
Também, os pontos que correspondam aos postos obtidos por corredores que não pertencem a equipas UCI ProTour não eram contados.
O líder da classificação UCI ProTour devia uma camisa branca que lhe identificasse ainda que não sempre era assim pelo desacordo entre as Grandes Voltas e a UCI; ademais, também não ficou claro se esse maillot tinha preferência com respeito à Camisa arco-íris do Campeão do Mundo de Ciclismo. Finalmente esse maillot não acabou se consolidando e acabou por não se levar.

### Classificação por equipas
| Classificação da equipa na prova | 1  | 2  | 3  | 4  | 5  | 6  | 7  | 8  | 9  | 10 | 11 | 12 | 13 | 14 | 15 | 16 | 17 | 18 | 19 | 20 |
| -------------------------------- | -- | -- | -- | -- | -- | -- | -- | -- | -- | -- | -- | -- | -- | -- | -- | -- | -- | -- | -- | -- |
| Pontos                           | 20 | 19 | 18 | 17 | 16 | 15 | 14 | 13 | 12 | 11 | 10 | 9  | 8  | 7  | 6  | 5  | 4  | 3  | 2  | 1  |

Os pontos obtidos por equipas que não eram UCI ProTeam não eram atribuibles.
Em 2008 (precisamente quando desapareceu a Contrarrelógio por Equipas ProTeam) se mudou o barómetro desta classificação e já não se teve em conta a classificação por equipas senão a soma dos 5 primeiros corredores da equipa na classificação individual.

### Classificação por países
A classificação por países tem em conta os pontos obtidos pelos 5 primeiros corredores da cada país na classificação individual.